# Bol Bol
Bol Manute Bol (Cartum, 16 de novembro de 1999) é um basquetebolista sudanês-americano que atua como ala-pivô ou pivô. Atualmente defende o Phoenix Suns.
É filho de Manute Bol, o ex-jogador mais alto da história da NBA. Jogou basquete universitário pela Universidade de Oregon e foi selecionado pelo Miami Heat como a 44º escolha geral no draft da NBA de 2019.

## Início da vida
Bol nasceu em 16 de novembro de 1999, em Cartum, Sudão, como o segundo filho de Manute Bol e sua esposa Ajok Kuag. Ele foi nomeado em homenagem ao seu falecido bisavô Bol Chol Bol.
Em 1998, após um ataque de mísseis americanos durante a Segunda Guerra Civil Sudanesa, Manute foi acusado de ser um espião americano e foi impedido pelo governo sudanês de fugir para os Estados Unidos. Em 2001, a família viajou para o Cairo, no Egito, onde ficaram presos por muitos meses devido a problemas de visto, apesar de terem adquirido passagens para os Estados Unidos de amigos americanos.
No ano seguinte, quando Bol tinha dois anos, sua família mudou-se para Connecticut como refugiados políticos designados. Após o incentivo de seu pai, ele começou a jogar basquete aos quatro anos de idade, embora ele estava inicialmente relutante. Bol eventualmente começou a treinar com seu pai. Aos sete anos, a família se mudou para Olathe, Kansas, uma cidade com uma grande população sudanesa. Como um aluno da sétima série de 1,96 m, Bol apareceu em um vídeo em uma quadra de basquete de Indianápolis que chamou a atenção da CBS Sports e do The Washington Post. Sua primeira oferta da Divisão I da NCAA veio da Universidade Estadual do Novo México, quando ele ainda estava na oitava série.

## Carreira no ensino médio
Em seu primeiro ano, Bol jogou pela Blue Valley Northwest High School em Overland Park, Kansas. Como ele não morava em seu distrito escolar, Bol se transferiu para a Bishop Miege High School em Roeland Park, Kansas, onde continuou sua temporada de calouro. Em 4 de março de 2015, o Bleacher Report o comparou a um Kevin Durant mais alto.
Em seu segundo ano, Bol foi classificado como um dos melhores jogadores da classe de 2018 pela 247Sports. Em 6 de janeiro de 2016, ele marcou 16 pontos em uma derrota por 59 a 57 para a Hogan Preparatory Academy. Bol contribuiu com 14 pontos para ajudar a sua equipe a vencer a final estadual da Divisão 4A do Kansas por 69 a 59 sobre a McPherson High School em março.
Em novembro de 2016, Bol anunciou que estava se transferindo de Bishop Miege para a Mater Dei High School em Santa Ana, Califórnia, para seu terceiro ano. Ele estreou em 24 de janeiro de 2017 e registrou 21 pontos, 10 rebotes e três bloqueios. Em 24 de fevereiro, ele registrou 14 pontos, 14 rebotes e cinco bloqueios em uma vitória sobre Chino Hills High School. Em seu terceiro ano, ele teve médias de 16,5 pontos, 8,6 rebotes e 2,9 bloqueios, levando sua equipe ao vice-campeonato da Federação Interescolar da Califórnia (CIF). Durante a temporada, ele recebeu ofertas de Arizona, USC, Oregon, Kentucky e UCLA. Em maio, na Nike Elite Youth Basketball League (EYBL), com sua equipe California Supreme, Bol teve médias de 25,4 pontos, 9,9 rebotes e 4,1 bloqueios.
Bol foi transferido para a Findlay Prep em Henderson, Nevada em novembro de 2017. Seu treinador principal na Mater Dei disse que Bol fez a mudança devido a "razões familiares". Pouco depois, ele se comprometeu a jogar basquete universitário pela Universidade de Oregon. Em 27 de novembro de 2017, ele registrou 30 pontos, oito rebotes e quatro bloqueios na vitória por 66 a 61 sobre Morgan Park High School no Like Mike Invitational. Em 14 de janeiro de 2018, Bol marcou 32 pontos em uma derrota para o Immaculate Conception High School no Spalding Hoophall Classic. Bol terminou sua última temporada com médias de 20,4 pontos, 8,2 rebotes e 2,4 bloqueios e foi selecionado para a Segunda-Equipe do USA Today.

### Recrutamento
| Nome | Cidade Natal                                      | Escola            | Altura             | Peso            | Data         |
| --- | ------------------------------------------------- | ----------------- | ------------------ | --------------- | ------------ |
| Bol Bol C | Olathe, KS                                        | Findlay Prep (NV) | 7 ft 2 in (2.18 m) | 220 lb (100 kg) | Nov 20, 2017 |
| Bol Bol C | Recrutamento: Rivals: 247Sports: ESPN:            |                   |                    |                 |              |
| Bol Bol C | Rankings: Rivals: 4º \| 247Sports: 4º \| ESPN: 4º |                   |                    |                 |              |
| - Nota: Em muitos casos, Scout, Rivals, 247Sports e ESPN podem entrar em conflito em suas listas de altura e peso, nestes casos, a média foi obtida. - Fonte: |                                                   |                   |                    |                 |              |

## Carreira universitária
Bol se juntou a Universidade de Oregon como calouro na temporada de 2018-19 sob o comando do treinador Dana Altman. Ele foi considerado uma das melhores perspectivas para o próximo draft da NBA, embora analistas o descreveram como uma perspectiva polarizadora a longo prazo.
Em 6 de novembro de 2018, Bol estreou com um duplo-duplo de 12 pontos e 12 rebotes contra a Universidade Estadual de Portland. Mais tarde, ele registrou 32 pontos e 11 rebotes na derrota por 89-84 para Texas. Depois de registrar 20 pontos, nove rebotes e quatro bloqueios na vitória por 66 a 54 sobre a Universidade de San Diego em 12 de dezembro, Bol machucou o pé esquerdo, o que o deixou fora pelo resto da temporada.
Ele se declarou para o draft da NBA após sua temporada de calouro. Bol foi projetado como a terceira escolha no draft de 2019 atrás de Zion Williamson e RJ Barrett antes de sua lesão.

## Carreira profissional

### Denver Nuggets (2019–2022)
Bol era cotado para ser uma das primeiras escolhas da primeira rodada do draft, mas uma lesão no seu pé o fez cair bastante na preferência das franquias da liga. Ele foi selecionado pelo Miami Heat como a 44ª escolha do draft de 2019. Seus direitos de draft foram negociados com o Denver Nuggets por uma escolha do draft de 2022 adquirida do Philadelphia 76ers.
Em 6 de setembro de 2019, Bol assinou um contrato de duas vias com os Nuggets, dividindo o tempo com o Windy City Bulls. Em 20 de novembro, ele teve seu primeiro duplo-duplo na G-League e registrou 16 pontos, 11 rebotes e dois bloqueios na vitória por 115 a 105 sobre o Fort Wayne Mad Ants.
Bol Bol finalmente fez sua estreia na NBA na bolha em 1 de agosto de 2020, registrando cinco pontos e quatro rebotes em uma derrota de 125 a 105 para o Miami Heat.
Em 10 de janeiro de 2022, o Denver Nuggets trocou o pivô para o Detroit Pistons recebendo o ala-armador Rodney McGruder e uma escolha de segunda rodada no draft de 2022. Fontes falaram que a troca foi um pedido do próprio Bol, que não estava recebendo muitos minutos na rotação de Denver. A troca foi anulada em 13 de janeiro, depois que Bol falhou em seu exame de aptidão física. Em 18 de janeiro, ele passou por uma cirurgia no pé direito e foi listado como fora por tempo indeterminado.

### Orlando Magic (2022–2023)
Em 19 de janeiro de 2022, Bol foi negociado com o Boston Celtics em uma troca de três equipes que envolveu também o San Antonio Spurs. Em 10 de fevereiro, Bol, juntamente com PJ Dozier e uma escolha de segunda rodada, foi negociado com o Orlando Magic em troca de uma escolha de segunda rodada de 2023. Bol não jogou em um jogo pelos Celtics.  Em 15 de março, ele foi descartado pelo restante da temporada.
No dia 7 de julho, Bol assinou novamente com o Magic por múltiplas temporadas.  Em 16 de novembro, Bol registrou o recorde de pontos da sua carreira com 26 pontos, além de 12 rebotes e 3 tocos na derrota por 108 a 126 para o Minnesota Timberwolves.
Em 4 de julho de 2023, Bol foi dispensado pelo Magic.

### Phoenix Suns (2023–presente)
Em 18 de julho de 2023, o Phoenix Suns assinou com o ala-pivô por uma temporada.  No dia 23 de fevereiro de 2024, Bol ficou perto de bater seu recorde de pontos da sua carreira com 25 pontos. Na ocasião, o jogador apanhou 14 rebotes e deu um toco na derrota por 114 a 110 para o Houston Rockets.

## Estatísticas da carreira

### NBA
Temporada regular
| Ano      | Equipe   | PJ  | PT | MPJ  | AP   | 3P   | LL   | RT  | AS  | BR | TO  | PPJ |
| -------- | -------- | --- | -- | ---- | ---- | ---- | ---- | --- | --- | -- | --- | --- |
| 2019–20  | Denver   | 7   | 0  | 12.4 | .500 | .444 | .800 | 2.7 | .9  | .3 | .9  | 5.7 |
| 2020–21  | Denver   | 32  | 2  | 5.0  | .431 | .375 | .667 | .8  | .2  | .1 | .3  | 2.2 |
| 2021–22  | Denver   | 14  | 0  | 5.8  | .556 | .250 | .400 | 1.4 | .4  | .1 | .1  | 2.4 |
| 2022–23  | Orlando  | 70  | 33 | 21.5 | .546 | .265 | .759 | 5.8 | 1.0 | .4 | 1.2 | 9.1 |
| 2023–24  | Phoenix  | 43  | 0  | 10.9 | .616 | .423 | .789 | 3.2 | .4  | .2 | .6  | 5.2 |
| 2024–25  | Phoenix  | 36  | 10 | 12.4 | .525 | .344 | .769 | 2.9 | .6  | .3 | .7  | 6.8 |
| Carreira | Carreira | 202 | 45 | 13.6 | .545 | .332 | .749 | 3.5 | .6  | .3 | .8  | 6.2 |

Playoffs
| Ano      | Equipe   | PJ | PT | MPJ | AP   | 3P   | LL   | RT  | AS | BR | TO | PPJ |
| -------- | -------- | -- | -- | --- | ---- | ---- | ---- | --- | -- | -- | -- | --- |
| 2020     | Denver   | 4  | 0  | 5.3 | .556 | .667 | .875 | 1.3 | .0 | .5 | .5 | 4.8 |
| 2021     | Denver   | 3  | 0  | 2.0 | .000 | .000 | —    | .3  | .7 | .0 | .0 | .0  |
| 2024     | Phoenix  | 3  | 0  | 4.3 | .333 | —    | —    | 1.3 | .0 | .3 | .0 | .7  |
| Carreira | Carreira | 10 | 0  | 4.0 | .462 | .500 | .875 | 1.0 | .2 | .3 | .2 | 2.1 |

### Universitário
| Ano     | Equipe | PJ | PT | MPJ  | AP   | 3P   | LL   | RT  | AS  | BR  | TO  | PPJ  |
| ------- | ------ | -- | -- | ---- | ---- | ---- | ---- | --- | --- | --- | --- | ---- |
| 2018–19 | Oregon | 9  | 9  | 29.8 | .561 | .520 | .757 | 9.6 | 1.0 | 0.8 | 2.7 | 21.0 |

Fontes: